# Grands Magasins de l'Arc-en-ciel
Les Grands Magasins de l'Arc-en-ciel est une maison de commerce située dans le boulevard de l'Yser à Charleroi en Belgique. Il s'agit d'un bâtiment d'angle, situé à l'angle opposé de la maison Chouvette dans la rue de la Montagne. Il a été construit dans les années 1940 par l'architecte Adolphe Puissant pour l'Union des coopérateurs du bassin de Charleroi.

## Histoire

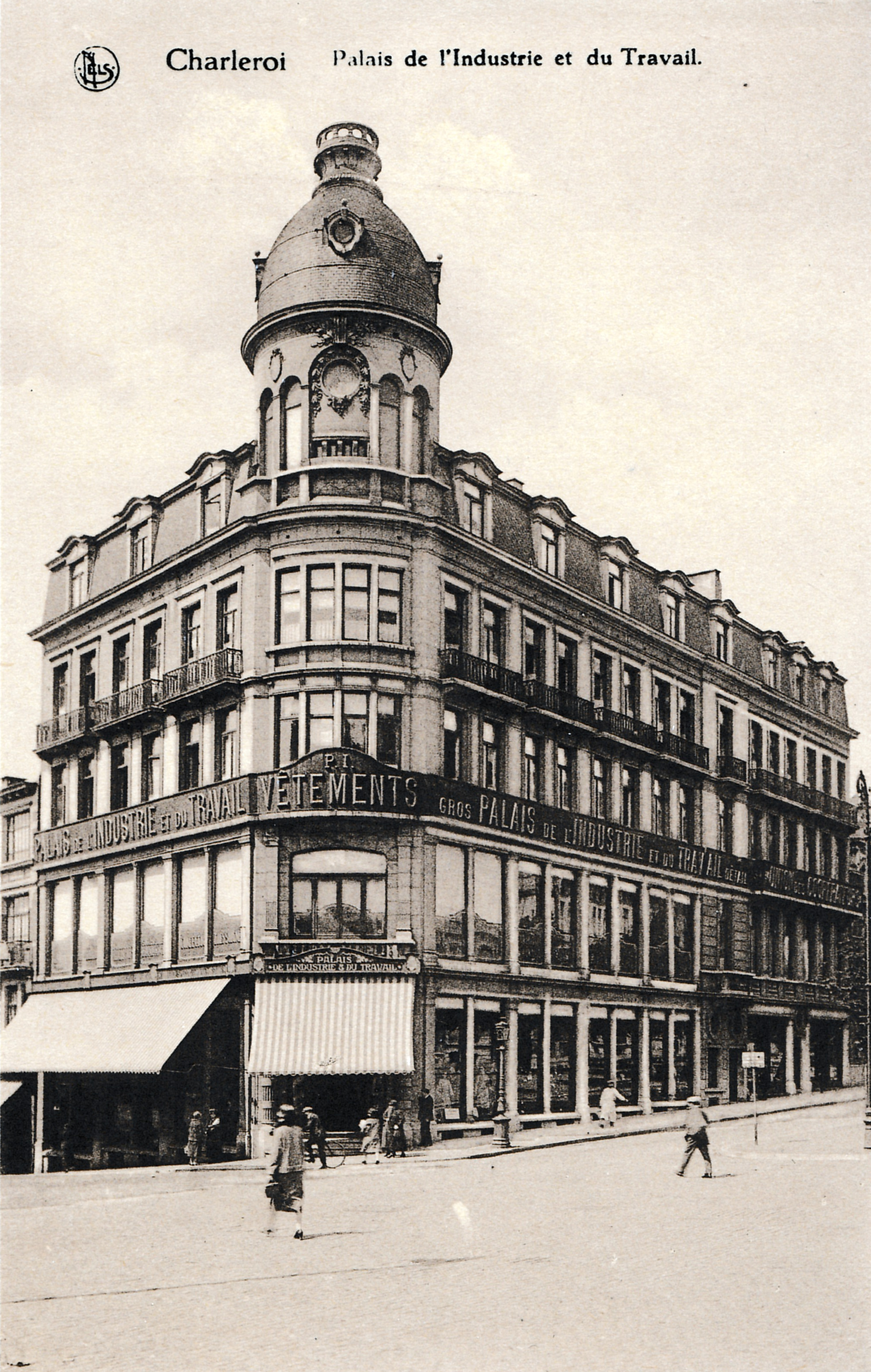
Le palais de l'Industrie et du travail.

Les premiers plans d'exécution avec détails et perspectives datent de 1930. L'objet de la mission architecturale était la transformation du palais de l'Industrie et du travail, « À l'arc-en-ciel », pour l'Union des Coopérateurs, en remplacement du bâtiment existant à l'angle du boulevard Yser et de la rue de la Montagne. Le soir du 12 décembre, le bâtiment est à nouveau détruit par un gigantesque incendie. Ce n'est qu'après la Seconde Guerre mondiale que le projet trouve sa version définitive, en conservant le programme inchangé et en proposant la composition architecturale actuelle. Au début des années 1970, les coopérateurs socialistes ont quitté le bâtiment.

## Architecture
Le programme architectural développé par Adolphe Puissant consiste en des espaces ouverts pour les magasins du rez-de-chaussée au troisième étage, tandis que le dernier étage est dédié aux ateliers. La structure en poutres et colonnes et le développement de la façade suivent le programme. Le rez-de-chaussée est plus ouvert et caractérisé par des fenêtres ponctuées de colonnes en pierre bleue, tandis qu'entre le troisième et le quatrième étage, une corniche sépare la partie commerciale des ateliers. La façade est très rythmée avec des travées en retrait du premier au troisième étage qui comprennent des fenêtres. Deux petites cours intérieures se situent à l'intérieur de la parcelle.